# 傅潔恩
傅潔恩，洋名Deirdre，籍貫廣東佛山，香港名媛，已故賭王傅老榕孫女。已婚，育有一女一子。
傅潔恩同為香港著名芭蕾舞家，曾擔任香港芭蕾舞學會會長，於2006年更獲委任為「香港舞蹈節2006」大使，負責推廣舞蹈藝術工作。
傅潔恩曾參與張學友雪狼湖音樂劇演出。
傅潔恩畢業於劍橋大學，目前為衛達仕律師事務所的資深律師，主要負責與信託、繼承規劃、遺囑起草、家族治理工作以及婚前資產保障規劃等有關的法律事務。
她在2019年入選亞太區法律500強（Legal 500）和Citywealth Leaders List，並曾入選英國Who's Who Legal的傑出私人客戶律師、英國刊物Legal Week私人客戶全球精英排名中的"Ones to Watch"(年度律師）。

## 外部連結
- 傅潔恩公主轉型記 （页面存档备份，存于）
- 傅潔恩為子淇女兒編舞 （页面存档备份，存于）